# Дзебниаури, Торнике
Торнике Дзебниаури (груз. თორნიკე ძებნიაური; 27 ноября 1999) — грузинский футболист, полузащитник.

## Карьера
Профессиональную карьеру начал в 2018 году в составе клуба «Локомотив» Тбилиси в Эровнули лиге. 4 апреля 2018 года в матче против клуба «Сабуртало» дебютировал в чемпионете Грузии, выйдя на замену на 27-й минуте вместо Теймураза Шонии.
1 января 2021 года был арендован сроком на один год грузинским клубом «Сабуртало».
В марте 2023 года подписал контракт с клубом «Женис».

## Достижения
«Локомотив» Тбилиси
- Финалист Кубка Грузии: 2019

«Сабуртало»
- Обладатель Кубка Грузии: 2021

## Клубная статистика
| Игровая карьера | Игровая карьера     | Игровая карьера | Лига | Лига | Кубок | Кубок | Межд. | Межд. | СК | СК |
| --------------- | ------------------- | --------------- | ---- | ---- | ----- | ----- | ----- | ----- | -- | -- |
| 2018            | Локомотив (Тбилиси) | А               | 20   | 0    | 1     | 0     | —     | —     | —  | —  |
| 2019            | Локомотив (Тбилиси) | А               | 22   | 1    | 2     | 0     | —     | —     | —  | —  |
| 2020            | Локомотив (Тбилиси) | А               | 10   | 0    | 1     | 0     | 1     | 0     | —  | —  |
| 2021            | Сабуртало           | А               | 33   | 0    | 5     | 0     | —     | —     | —  | —  |
| 2022            | Локомотив (Тбилиси) | А               | 33   | 2    | 2     | 0     | —     | —     | —  | —  |
| 2023            | Женис               | Б               | 12   | 4    | 3     | 1     | —     | —     | —  | —  |